# こじまかずこ
こじま かずこ（3月17日 - ）は、日本の女性ナレーター、声優。2009年8月まで大沢事務所に所属していた。高知県生まれ、大阪府育ち。

## 人物
かつて2009年まで大沢事務所に所属していた。現在の所属および活動は不明。

## 出演
太字はメインキャラクター。

### テレビアニメ
- ふしぎ星の☆ふたご姫（2005年、ミルキー、ゴーチェル）
- 交響詩篇エウレカセブン（2005年、アゲハB）
- ふしぎ星の☆ふたご姫 Gyu!（2006年、ゴーチェル）
- xxxHOLiC（2006年、マル[2]）
- あたしンち（2006年、りんちゃん）
- くじびき♥アンバランス（2006年、朝霧小雪[3]）
- ちょこッとSister（ミカ）
- 月面兎兵器ミーナ（2007年、小鳥遊由宇[4]・玉虫ミーナ[4]）
- 逮捕しちゃうぞ フルスロットル（2007年、走子）
- バンブーブレード（2007年、屈強女子、ノゾミ）
- ミヨリの森（2007年、直子[5]）
- ラブ★コン（2007年、田中千春[6]）
- ルビー・グルーム（2007年、ブーブー、ハト）
- デルトラクエスト（2008年、クレア）
- のらみみ（2008年、チーパッパ）
- xxxHOLiC◆継（2008年、マル[7]）
- 夜桜四重奏 〜ヨザクラカルテット〜（2008年、子供達）

### OVA
- OAD xxxHOLiC・籠（マル）
- OAD xxxHOLiC・籠 あだゆめ（マル）

### 劇場アニメ
- 劇場版xxxHOLiC　真夏ノ夜ノ夢（2005年、マル[8]）

### ゲーム
2007年
- オーディンスフィア（アリス）
- くじびきアンバランス 会長お願いすま〜っしゅファイト☆（朝霧小雪）
- xxxHOLiC 〜四月一日の十六夜草話〜（マル）
- 月面兎兵器ミーナ －ふたつのPROJECT M－（玉虫ミーナ）

### ドラマCD
- ラーメン天使プリティメンマ オリジナルドラマアルバム（シオタ魔）
- ラブ★コン DVD BOX volume.2 bonus CD（2007年、田中千春）

### 吹き替え
- ドレイク&ジョシュ（ピーター）

### 番組ナレーション
- 笑顔がごちそう ウチゴハン（テレビ朝日）

### DVD
- チワトラ!☆チワワとトラ猫（凛）